# مصب توراسي
مصب توراسي (بالإندونيسية: Muara Torasi) هو مصب نهر بنسباخ، ويقع في الطرف الجنوبي من الحدود بين إندونيسيا وبابوا غينيا الجديدة. يصب النهر في بحر آرافورا. تتم إدارة المصب من قبل إندونيسيا مع إعطاء سفن بابوا غينيا الجديدة حق المرور للمرور من المضيق. توجد قاعدة بحرية إندونيسية في الضفة الغربية تعمل أيضًا كمراقبة حدودية لتنظيم الهجرة بين مواطني البلدين.